# فخامتك (مسلسل 2024)
فخامتك ((الكورية: 유어 아너)) هو مسلسل تلفزيوني كوري جنوبي، مقتبس من المسلسل التلفزيوني الإسرائيلي الذي يحمل نفس الاسم، بطولة سون هيون جو، كيم ميونغ مين، كيم دو-هون، هيو نام جون. عرض على قناة ENA والمنصة الشقيقة Genie TV في 12 أغسطس الى 10 سبتمبر 2024، تم بثه كل يومي الاثنين والثلاثاء الساعة 22:00. 
في 17 يوليو 2025 ، تم تأكيد إنتاج موسم ثاني.

## ملخص
قاض يتستر على جريمة ابنه ورئيس عصابة إجرامية يطارد قاتل ابنه. المسلسل مواجهة غريزية شرسة أبوية بين أبوين يقرران أن يصبحا وحوشًا من أجل أطفالهما.

## طاقم

### رئيسي
- سون هيون جو في دور سونغ بان-هو

هو القاضي الذي يحترمه الجميع لشخصيته الدافئة. إنه رجل عصري ذو أفكار مستقيمة واهداف صالحة، يعيش حياة مزدهرة خالية من العيوب ولديه ابن واحدا.
- كيم ميونغ مين في دور كيم كانغ هيون

زعيم عصابة قاسي ذو قلب بارد وحضور ساحق. وهو أيضًا مثابر كأب، والرئيس التنفيذي لشركة وو وون.
- كيم دو-هون في دور سونغ هو يونغ

ابن بان-هو، المتسبب بالحادث، الذي توفي فيه ابن رجل العصابة كانغ-هيون.
- هيو نام جون في دور كيم سانغ هيوك

ابن كانغ هيون وهو عنيف وقاسي مثل والده.

### داعم
- جونغ إيون تشاي في دور المدعي العام كانغ سو يونغ
- بارك سي هيون في دور كيم يون

ابنة كانغ هيون الصغرى التي تتمتع بقلب بارد وحضور مخيف.
- ها سو هو في دور بارك تشانغ هيوك

الرجل الأيمن المخلص لكانغ هيون.
- جونغ اي يون في دور ما جي يونغ

زوجة كانغ هيون.
- بارك جي-يون بدور جانغ تشاي ريم

محقق جرائم عنيفة تتمتع بشخصية مستقيمة.

## المشاهدات
| الموسم | الموسم | رقم الحلقة | رقم الحلقة | رقم الحلقة | رقم الحلقة | رقم الحلقة | رقم الحلقة | رقم الحلقة | رقم الحلقة | رقم الحلقة | رقم الحلقة | المتوسط |
| الموسم | الموسم | 1          | 2          | 3          | 4          | 5          | 6          | 7          | 8          | 9          | 10         | المتوسط |
| ------ | ------ | ---------- | ---------- | ---------- | ---------- | ---------- | ---------- | ---------- | ---------- | ---------- | ---------- | ------- |
|        | 1      | 369        | 561        | 678        | 784        | 823        | 899        | 796        | 907        | 928        | 1235       | 798     |

| Ep.   | تاريخ البث     | تقييمات (نيلسن كوريا) | تقييمات (نيلسن كوريا) |
| Ep.   | تاريخ البث     | على الصعيد الوطني     | سيئول                 |
| ----- | -------------- | --------------------- | --------------------- |
| 1     | 12 اغسطس 2024  | 1.736%                | 1.900%                |
| 2     | 13 اغسطس 2024  | 2.837%                | 2.974%                |
| 3     | 18 أغسطس 2024  | 3.406%                | 3.673%                |
| 4     | 19 أغسطس 2024  | 3.667%                | 3.654%                |
| 5     | 26 اغسطس 2024  | 3.880%                | 3.720%                |
| 6     | 27 اغسطس 2024  | 4.334%                | 4.874%                |
| 7     | 2 سبتمبر 2024  | 3.741%                | 3.992%                |
| 8     | 3 سبتمبر 2024  | 4.654%                | 4.560%                |
| 9     | 9 سبتمبر 2024  | 4.551%                | 4.495%                |
| 10    | 10 سبتمبر 2024 | 6.053%                | 6.441%                |
| متوسط | متوسط          | 3.886%                | 4.028%                |

## الانتاج

### ينتج
في 28 أبريل 2022، أعلن تايك-ون استوديو، انهم قد  وقعوا عقدًا لشراء حقوق المسلسل من ييس استوديو، وهي شركة انتاج محتوى اسرائيلية، لإنتاج نسخة جديدة كورية من "فخامتك" وسيتم انتاجه بتعاون مع مونستر كامبني. تم التعاقد مع كي تي استوديو، وهو قسم الدراما والتخطيط والانتاج التلفزيوني التابع لكي تي، وسيعرض على شبكات كي تي، مثل ENA و Genie TV.
تم اعداد النسخة الكورية من قبل المنتج والمخرج بيو مين-سيو وهو مخرج سابق لدى كي بي اس، الذي أخرج آيريس 2: جيل جديد (2013)، المنتجون (2015)، السحر  الثالث (2018). وسيكون يو جونغ-سيون مخرجا للمسلسل، الذي أخرج الناجي المعين: 60 يومًا (2019)، المفتش الملكي السري والفرح (2021)، القمر الشاحب (2023)، وكتابة كيم جاي هوان، الذي كتب مسلسل زمن الصبا (2023).

### تصوير
بدأ التصوير في النصف الأول من عام 2023.

## روابط خارجية
- الموقع الرسمي
(بالكورية)
- فخامتك على موقع IMDb (الإنجليزية)
- فخامتك على موقع قاعدة بيانات الفيلم (الإنجليزية)
- فخامتك على هانسينما